# 효용함수
효용함수(效用函數, Utility Function)는 소비자이론에서 모든 선택을 모아 놓은 집합 X에서 실수집합으로 가는 함수를 말한다. 경제학에서는 '효용'이란 소비자가 얻는 주관적 만족을 통칭하는 말인데, 효용함수는 어떤 소비자의 각 선택지에 대한 효용을 하나의 숫자를 대응시켜 그 크기에 따라 선호관계를 나타낸다. 다시 말해서 효용함수는 소비자의 선택과 그 선택으로 얻는 효용을 대응시키는 함수이다. 소비자의 선택은 각 재화의 소비량으로 나타나며, 이는 각기 다른 독립변수가 된다. 반면 이를 통해 얻는 최종적인 효용은 효용함수의 종속변수가 된다.
일반적으로 효용함수는 '효용'을 뜻하는 utility의 머리글자를 따서 U(⋅) 또는 u(⋅)로 표시한다. 예를 들어 x를 선택했을 때 소비자가 얻는 효용은 U(x) 또는 u(x)로 표시한다.